# Edgard Boutaric
Edgard Paul Boutaric, född den 9 september 1829 i Châteaudun, död den 17 december 1877 i Paris, var en fransk historiker och arkivarie.
Bland Boutarics arbeten märks La France sous Philippe le Bel (1861), Saint-Louis et Alphonse de Poitiers (1870), Institutions militaires de la France avant les armées permanentes (1863), Les actes du Parlement de Paris (1863-67), samt tillsammans med Émile Campardon, Mémoires de Frédéric II (2 band, 1866).